# شورای کانادایی پناهندگان
شورای کانادایی پناهندگان (انگلیسی: Canadian Council for Refugees) که مخفف آن (CCR) است، قبلاً با نام کنفرانس مستقل سازمان‌های کانادا مربوط به پناهندگان شناخته می‌شد، یک سازمان مردم‌نهاد که در رابطه با حل و فصل مسائل پناهندگان و تصمیم‌گیری‌ها نقش مشورتی به مقامات مهاجرت کانادا را برعهده دارد. این سازمان در مونترآل مستقر است و سیاستش را متمرکز بهداشت روانی پناهندگان کرده‌است.

## تاریخچه
در سال ۱۹۷۸ هنگامی‌که این سازمان با عنوان کنفرانس مستقل سازمان‌های کانادایی مربوط به پناهندگان شناخته می‌شد، قریب به صد گروه حمایت از پناهندگان تشکیل گردید.
پیش از حملات ۱۱ سپتامبر ۲۰۰۱ شورای کانادایی پناهندگان به دلیل مقررات امنیتی مهاجرتی نامتناسبی که در مورد برخی جوامع پناهندگان از جمله مردمان کرد، تامیل‌های سری‌لانکایی، فلسطینان، الجزایری‌ها، سیک‌ها و افراد مرتبط با سازمان مجاهدین خلق ایران اعمال شده بود بیانیه‌ای صادر کرد.
شورای کانادایی پناهندگان اعلام کرد که این پناهندگان در ماه ژانویه ۲۰۰۳ پس از اینکه مقامات کانادایی از اداره مهاجرت ایالات متحده تضمین دستگیر نشدن پناهندگان را گرفتند، حضور در جلسات استماع دادگاه‌های پناهندگان ایالات متحده را شروع کردند.
در پایان سال ۲۰۰۵ شورای کانادایی پناهندگان ائتلافی با سازمان عفو بین‌الملل و شورای کلیساهای کانادا تشکیل داد تا توافقنامه کشورهای امن ثالث را در قانون اساسی کانادا و ایالات متحده مورد سؤال قرار دهد؛ زیرا معتقد است این توافقنامه منجر به افزایش مهاجرت غیرقانونی و قاچاق انسان خواهد شد.

## سلب اقامت
تعداد افرادی که توسط دولت کانادا در سال ۲۰۱۴ سلب اقامت شده‌اند، تقریباً پنج برابر آمار این افراد در سال ۲۰۱۲ است.
در همین حال یک سند دولتی که در اختیار شورای کانادایی پناهندگان قرار گرفته نشان می‌دهد که دولت کانادا برای لغو پناهندگی و اقامت این افراد سهمیه سالانه ۸۷۵ پناهنده را تعیین کرده‌است.
به نوشته این سایت، رفت‌وآمد «گروه چشمگیری» از ایرانیان به ایران پس از پناهندگی و استفاده گروه بزرگ‌تری از خدمات دولتی و کنسولی بر اساس هویت ایرانی، «این شائبه را ایجاد می‌کند که این ایرانی‌تباران مشمول قانون مزبور قرار گرفته و از سوی شورای مهاجرت و پناهندگی کانادا پرونده آن‌ها برای لغو اقامت کانادا فراخوانده شود».
پناهجویان باید برای پناهنده شدن به دولت میزبان ثابت کنند که به دلایل سیاسی، دینی و مذهبی، عقیدتی و مانند آنها، با خطر زندان، شکنجه و در نهایت مرگ در کشور خود مواجه‌اند.
اما اکنون دولت کانادا مطرح می‌کند چطور می‌شود کسی با یک یا چند بهانه این‌چنینی از این کشور پناهندگی و اقامت گرفته باشد، اما پس از مدتی با تهیه پاسپورت زادگاهش، آزادانه به کشور خود رفت‌وآمد کند.
از نظر دولت محافظه‌کار کانادا، کسی که می‌گوید جانش در کشورش در خطر است، قاعدتاً نمی‌تواند با امنیت به کشور خود برود و دوباره آزادانه به کانادا بازگردد؛ این یعنی شفاف نبودن وضعیت پناهندگی.
اکنون رسانه‌های کانادا گزارش داده‌اند که دولت فدرال در اوتاوا مدتی است که برای جبران آنچه تاکنون اتفاق افتاده، اقامت و پناهندگی آن دسته از پناهندگانی را که به کشور خود رفت‌وآمد دارند، بررسی و احتمالاً لغو می‌کند.